# Lijn 9 (metro van Shanghai)
Lijn 9 is een lijn van de metro van Shanghai. De lijn loopt van zuidwest naar noordoost, van Station Songjiang-Zuid in het stadsdeel Songjiang naar Caolu in het stadsdeel Pudong. De gebruikte lijnkleur is lichtblauw.